# Uher
Uher – wieś w Polsce, położona w województwie lubelskim, w powiecie chełmskim, w gminie Chełm.
| SIMC    | Nazwa | Rodzaj    |
| ------- | ----- | --------- |
| 0101741 | Dwór  | część wsi |

W latach 1975–1998 miejscowość administracyjnie należała do województwa chełmskiego.
Wieś jest sołectwem w gminie Chełm. Według Narodowego Spisu Powszechnego (III 2011 r.) liczyła 256 mieszkańców i była dziewiętnastą co do wielkości miejscowością gminy.
Wierni Kościoła rzymskokatolickiego należą do parafii Wszystkich Świętych w Nowych Depułtyczach.

## Krótki opis
Na przełomie XIX i XX wieku istniał piękny, klasycystyczny dwór Olędzkich, który został spalony w 1914 roku przez Kozaków. Obecnie dawny młyn wraz z po dworskim czworakiem został przekształcony na galerię malarstwa i pracy twórczej. We wsi znajduje się sklep, pozostałości zespołu dworskiego, stawy rybne. W roku 2003 wzniesiono nowy budynek nagrodzony m.in. Kryształową Cegłą przyznawana w dziedzinie architektury budowlanej. W budynku tym mieści się Zespół Szkół im. Romualda Traugutta.

## Etymologia
Uher z czeskiego znaczy Węgier. Według B. Czopek autorki „Nazw miejscowych dawnej ziemi Chełmskiej i Bełskiej”, wieś Uher przyjęła nazwę od nazwy narodowości zamieszkującej miejscowość. Jest jednak i inny zapis pozwalający przypuszczać, że nazwa Uher powstała od nazwy osobowej, bowiem nieopodal wyludnionych Rahożyc, ok. 1598 r. Mikołaj Uhrowiecki założył wieś Uher, czego dowiódł na podstawie dokumentów sądowych biskup Franciszek Olędzki.

## Historia
Według opisu z „Leksykonu miejscowości powiatu Chełmskiego” autorstwa Andrzeja Wawryniuka wieś należała do rodziny Olędzkich, z których pochodził słynny pijar, sufragan kijowski Michał Ignacy Olędzki (1733–1803). W tym czasie do Olędzkich należały jeszcze i sąsiednie wsie: Brykowiec, Depułtycze Ruskie oraz Weremowice. Po śmierci biskupa majątek ten uległ rozdrobnieniu, a sam Uher znalazł się w posiadaniu Saryusz-Bielskich. Na licytacji Towarzystwa Kredytowego Ziemskiego nabył Uher Kazimierz Florian Fudakowski (1831–1901), żonaty z Ludwiką Saryusz-Bielską, córką Wincentego (1813–1891) i Michaliny z Biegańskich. W latach 90. XIX wieku odkupił on jeszcze od rodziny Zakrzewskich Depułtycze Ruskie i Wojniaki, a w wieloletnią dzierżawę wziął Depułtycze Królewskie, ongiś królewszczyznę, skonfiskowaną przez Rosjan. W ten sposób Kazimierz Fudakowski zaokrąglił całość swego majątku do około 4200 morgów ziemi ornej, łąk, stawów, torfowisk i lasów. W czasie pierwszej wojny światowej zarówno Uher z siedzibą, jak należące do dominium folwarki zostały jednak do tego stopnia zniszczone, że właściciel wróciwszy w 1918 r. z Rosji zdecydował się wszystko sprzedać. W konsekwencji, w okresie międzywojennym cały majątek rozparcelowano. W 1914 r. spalony został także przez Kozaków stary dwór klasycystyczny, wybudowany zapewne w drugiej połowie XVIII w. przez Olędzkich.
O historii Uhra i miejscowości należących ongiś do klucza uherskiego (Depułtycze Stare, Zagroda, czyli dawne Rahożyce, Brykowiec, Weremowice) pisał szeroko w swoich dwóch esejach historycznych, naukowo udokumentowanych, dr Marian Janusz Kawałko (patrz „Rocznik Chełmski” tom XIII i tom XIV) autor obszernej monografii o Rejowcu i kluczu rejowieckim (Lublin 2009, 2011 – wydanie II rozszerzone). Autor prostuje i rozszerza w czasie zamieszczone tu informacje.